# Középes
Középes (Cuzap), település Romániában, a Partiumban, Bihar megyében.

## Fekvése
A Réz-hegységben, a Varátyek-patak mellett, Margittától délkeletre, Almaszeg délkeleti szomszédjában fekvő település.

## Története
Középes nevét 1406-ban említette először oklevél p. walachalis Kwzep néven.
1438-ban és 1466-ban Kezepes, 1692-ben Kezeipezs, Kesipes, 1808-ban Közepes, 1913-ban Középes néven írták
Középes. 
1438-ban a kusalyi Jakcsok birtoka volt, a 18. század második felétől birtokosai voltak: a Nemes, Erdődy, Szunyogh, Baranyi és Bernáth családok, később Amant János, majd Liebich János, Rauchlechner János, a Csehy és a Reményi család, azután a magyar földhitelintézet, az egyesült magyarhoni üveggyárak részvény társaság, a 20. század elején pedig gróf Zichy Jenő volt birtokosa, akinek itt emeletes vadászkastélya is volt, melyet még a 19. század közepe táján  építtetett Liebich János. Közelében vasas forrás és két, nagyon szép vízesés van.
Középeshez tartozott Feketeerdő üveggyár is.
1910-ben 1402 lakosából 189 magyar, 444 szlovák, 580 román volt. Ebből 733 római katolikus, 44 református, 576 görögkeleti ortodox volt.
A trianoni békeszerződés előtt Bihar vármegye Margittai járásához tartozott.

## Nevezetességek
- Görög keleti temploma - 1737-ben épült és a templommal egykorú, kezdetleges falfestményekkel van diszítve.